# بيتالوما
بيتالوما هي مدينة ويوجد بها مركز تاريخي في مقاطعة سونوما، ويقدر عدد سكانها في عام 2000 مايقارب 54,548 نسمة.

## المناخ
يظهر الجدول التالي التغييرات المناخية على مدار السنة لبيتالوما:
| البيانات المناخية لـبيتالوما      | البيانات المناخية لـبيتالوما | البيانات المناخية لـبيتالوما | البيانات المناخية لـبيتالوما | البيانات المناخية لـبيتالوما | البيانات المناخية لـبيتالوما | البيانات المناخية لـبيتالوما | البيانات المناخية لـبيتالوما | البيانات المناخية لـبيتالوما | البيانات المناخية لـبيتالوما | البيانات المناخية لـبيتالوما | البيانات المناخية لـبيتالوما | البيانات المناخية لـبيتالوما | البيانات المناخية لـبيتالوما |
| الشهر                             | يناير                        | فبراير                       | مارس                         | أبريل                        | مايو                         | يونيو                        | يوليو                        | أغسطس                        | سبتمبر                       | أكتوبر                       | نوفمبر                       | ديسمبر                       | المعدل السنوي                |
| --------------------------------- | ---------------------------- | ---------------------------- | ---------------------------- | ---------------------------- | ---------------------------- | ---------------------------- | ---------------------------- | ---------------------------- | ---------------------------- | ---------------------------- | ---------------------------- | ---------------------------- | ---------------------------- |
| متوسط درجة الحرارة الكبرى °ف (°م) | 56.9 (13.8)                  | 61.3 (16.3)                  | 64.3 (17.9)                  | 67.8 (19.9)                  | 72.2 (22.3)                  | 78.1 (25.6)                  | 81.8 (27.7)                  | 81.7 (27.6)                  | 81.4 (27.4)                  | 75.8 (24.3)                  | 65.4 (18.6)                  | 57.6 (14.2)                  | 70.4 (21.3)                  |
| متوسط درجة الحرارة الصغرى °ف (°م) | 37.6 (3.1)                   | 40.2 (4.6)                   | 41.5 (5.3)                   | 43.3 (6.3)                   | 46.4 (8.0)                   | 49.8 (9.9)                   | 51.3 (10.7)                  | 51.5 (10.8)                  | 50.6 (10.3)                  | 47.0 (8.3)                   | 41.3 (5.2)                   | 38.1 (3.4)                   | 44.9 (7.2)                   |
| الهطول إنش (مم)                   | 5.33 (135)                   | 4.57 (116)                   | 3.25 (83)                    | 1.58 (40)                    | .63 (16)                     | .20 (5.1)                    | .02 (0.51)                   | .06 (1.5)                    | .24 (6.1)                    | 1.28 (33)                    | 2.96 (75)                    | 4.78 (121)                   | 24.89 (632)                  |
| المصدر:                           |                              |                              |                              |                              |                              |                              |                              |                              |                              |                              |                              |                              |                              |

## أعلام
- واين آدم فورد
- مقتل بولي كلاس
- نيكول مان
- كوربن هارني
- جيني لين
- جيسي فريتاس جونيور
- كيفين تسوجيهارا
- سبنسر درايدن
- ويليام روس كنودسن
- جوني غاردينر